# Derek Turnbull
Pour les articles homonymes, voir Turnbull.
Pas d'image ? Cliquez ici

a Compétitions nationales et continentales officielles uniquement.

b Matchs officiels uniquement.
Derek James Turnbull, né le 2 octobre 1961 à Hawick (Écosse), est un joueur de rugby à XV qui a joué avec l'équipe d'Écosse, évoluant au poste de troisième ligne aile. 

## Biographie
Derek Turnbull dispute son premier test match le 6 juin 1987 contre l'équipe de Nouvelle-Zélande, et son dernier test match le 15 janvier 1994 contre l'équipe du pays de Galles. Turnbull dispute un match de la Coupe du monde 1987 et un match de la Coupe du monde 1991. 

## Palmarès
- Grand Chelem en 1990 avec l'Écosse

## Statistiques en équipe nationale
- 15 sélections (+ 6 non officielles)
- 9 points (2 essais)
- Sélections par années : 1 en 1987, 2 en 1988, 1 en 1990, 6 en 1991, 4 en 1993, 1 en 1994
- Tournois des Cinq Nations disputés : 1988, 1989,  1990, 1991, 1993, 1994